# Dokapon DX
Dokapon DX es un videojuego del género de acción desarrollado y distribuido por Asmik Ace Entertainment para las consolas PlayStation 2 y Nintendo GameCube. Salió al mercado en 2005 y únicamente llegó al mercado japonés.
- Datos: Q16835650